# Rakutówka (Włocławek)
Rakutówka – część miasta Włocławek